# Camellia pubipetala
Camellia pubipetala är en tvåhjärtbladig växtart som beskrevs av Y. Wan och S.Z. Huang. Camellia pubipetala ingår i släktet Camellia och familjen Theaceae. Inga underarter finns listade i Catalogue of Life.